# Dzieciaki z Einstein High
Dzieciaki z Einstein High, niem. Schloss Einstein – niemiecki serial dla młodzieży od 1998 roku. W Polsce emitowany od lipca 2010 na antenie TV Puls. Akcja toczy się na zamku Einstein, do którego uczęszcza młodzież. Na wstępie śpiewana jest piosenka "Alles ist relativ".

## Bohaterowie
- Coco (Luisa Liebtrau) – niegdyś dziewczyna Manuela, przyjaciółka Marie Luise i Karli,
- Manuel (Florian Wünsche) –  kocha Laylę, jego dziewczyną była Coco, przyjaciel Mounira,
- Hannes (Gustav Grabolle) – kocha się w Coco,
- Layla (Nini Tsiklaunri)  – siostra Mounira, kocha Manuela,
- Mounir (Wassilij Eichler) – brat Layli, kocha Karlę, przyjaciel Manuela,
- Marie Luise (Esther Kraft)  – ma rodziców pracujących w teatrze, przyjaciółka Coco i Karli,
- Karla (Ronja Peters) – daje Mounierowi korepetycje, kocha Mounira, przyjaciółka Coco i Marie Luise,
- Ole (Costantin Hühn) – podrywacz,
- Paulina (Anna Steinhardt) – anarchistka,
- Felicitas,
- Vivien (Liesa Schrinner) – nie lubi Tima, stara się go skompromitować,
- Tim (Max Reschke) – przyjaciel Bruna, Julii i Maxa, dyslektyk,
- Bruno (Ferdinand Dolz) – wybitny młody detektyw, przyjaciel Tima, Julii i Maxa, mieszka w pokoju z Fabianem,
- Julia – jej rodzice nie żyją, kocha Maxa, przyjaciółka Tima, Bruna i Maxa,
- Mia (Jana Rühlinger) – siostra Maxa, jest przewodniczącą samorządu, bardzo ładnie śpiewa,
- Fabian (Hendrik Annel) – chce dostać się do Harvardu, mieszka w pokoju razem z Brunem,
- Max – kocha Julię, przyjaciel Tima, Bruna i Julii, młodszy brat Mii,
- Milena (Julia Nürnberger)